# لا (نت موسیقی)

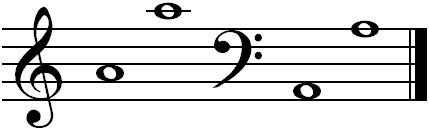
نُتِ لا

لا (به فرانسوی: la، به انگلیسی و آلمانی: A) نام ششمین نُت از هفت نُت اصلی موسیقی است. یک نت «لا» وسط یا (A4) بر اساس زیروبمی، فرکانسی معادل (۴۴۰ هرتز) را داراست. به‌طور کلی نت «لا» یک کوک استاندارد برای سازهای موسیقی در یک ارکستر است و نوازندگان بر این اساس، سازهای خود را قبل از اجرا کوک می‌کنند.

## گام
گام‌ها بر پایه نت «لا» عبارتند از:
- لا ماژور: لا، سی، دو دیز، ر، می، فا دیز، سل دیز، لا.
- لا مینور تئوریک: لا، سی، دو، ر، می، فا، سل، لا.
- لا مینور هارمونیک: لا، سی، دو، ر، می، فا، سل دیز، لا.
- لا مینور ملودیک بالا رونده: لا، سی، دو، ر، می، فادیز، سل دیز، لا.
- لا مینور ملودیک پائین رونده: لا، سل، فا، می، ر، دو، سی، لا.